# Krajinská (České Budějovice)
Krajinská je ulice v městské památkové rezervaci České Budějovice.

## Popis
Ulice spojuje Náměstí Přemysla Otakara II. s Mariánským náměstím. Směrem z centra křižuje postupně ulice Piaristickou, Hroznovou, Hradební a Na Mlýnské stoce, poté přechází mostem přes Mlýnskou stoku a prochází českobudějovické sady.

## Historie
Související informace naleznete také v článku Historické názvy ulic a náměstí Českých Budějovic.
Název Krajinská ulice (německy Landstrasse) pochází od toho, že se jedná o ulici směřující k centrálním oblastem Čech (krajiny). Byla to hlavní přístupová cesta do města. Na konci Krajinské ulice stála do roku 1867 Pražská brána nebo někdy též zvaná Písecká brána. Vpravo od Pražské brány (na rohu Krajinské a Hradební ulice) stával od začátku 14. století špitál a kostelík sv. Václava, zrušený za josefínských reforem. V letech 1909-1950 jezdily Krajinskou ulicí tramvaje, konkrétně tramvajová linka vedená z náměstí k bývalé Plzeňské zastávce na železniční trati Plzeň – České Budějovice, tehdy vedené okolo tehdejších dělostřeleckých kasáren.

### Historické názvy
- 1369 – Lantstras
- 16. až 18. století – také používán název Písecká (německy Pieskergasse, latinsky vicus Pieskeri)
- přelom 18. a 19. století – také používán název Pražská (německy Pragerstrasse nebo také Prager Lanstrasse)
- od 7. 6. 1945 do 7. 11. 1946 – Revoluční
- od 8. 11. 1946 do 31. 12. 1990 – Třída 5. května

## Pamětihodnosti
V Krajinské ulici je 39 kulturních památek a celkem 44 domů, např.:
- Krajinská 1 (Čížkův dům), na nároží Piaristické a Krajinské ulice.
- Puklicův dům (Krajinská 2) na nároží Krajinské a Náměstí
- Krajinská 7
- Krajinská 12, rodný dům malíře Hynka Kotta.[3]
- Masné krámy (Krajinská 13)
- Krajinská 14, Haasův dům
- Městská spořitelna (Krajinská 15), dnes budova Komerční banky
- Krajinská 19, dříve dům sochaře Josefa Dietricha.
- Krajinská 21, dříve hospoda „U zlatého bažanta“, z domu pocházel český a československý politik německé národnosti, před rokem 1918 dlouholetý starosta Českých Budějovic Josef Taschek a herec, režisér, hudebník a dramatik Jiří Císler.[4]
- Krajinská 31 má zadní průčelí až v České ulici – je zde průchozí ulička do České ulice.[5]
- Dům U zlatého beránka (Krajinská 35)
- Kubistický dům Krajinská 37
- Zátkův dům (Krajinská 41), rodný dům Augusta Zátky
- Krajinská 43, tzv. Taxbergerův dům,[4] na nároží tohoto domu, směrem k parku, je osazena pamětní deska připomínající tragickou událost z 31. 1. 1611, kdy do města lstí vniklo, dnes již zbořenou Pražskou bránou, vojsko pasovského biskupa Leopolda Pasovského, přičemž. byl zabit městský písař Šimon Plachý.
- Dům u Pražské brány (Na Mlýnské stoce 11)

## Doprava
V ulici je pěší zóna, do které je dopravní obsluze vjezd povolen pouze od 06,00 do 10,00 hod. a od 18,00 do 20,00 hod. Ulice je v zóně centrum, ve které je stání povoleno jen na vyznačených parkovištích. Do ulice je zákaz vjezdu vozidel jejichž okamžitá hmotnost je vyšší než 3,5 tuny. Cyklistický provoz je povolen v obou směrech.

## Galerie

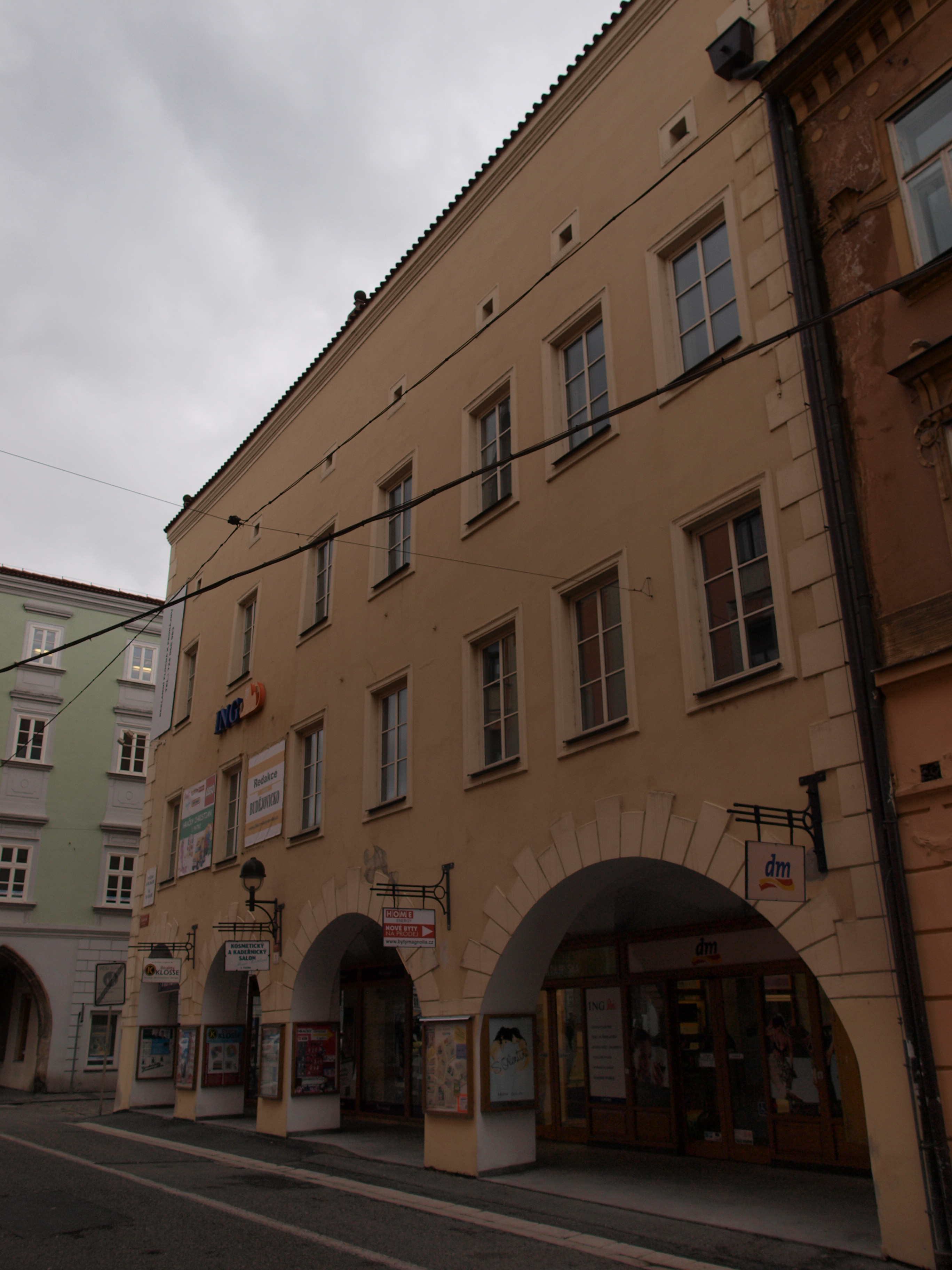
Dům Krajinská 1
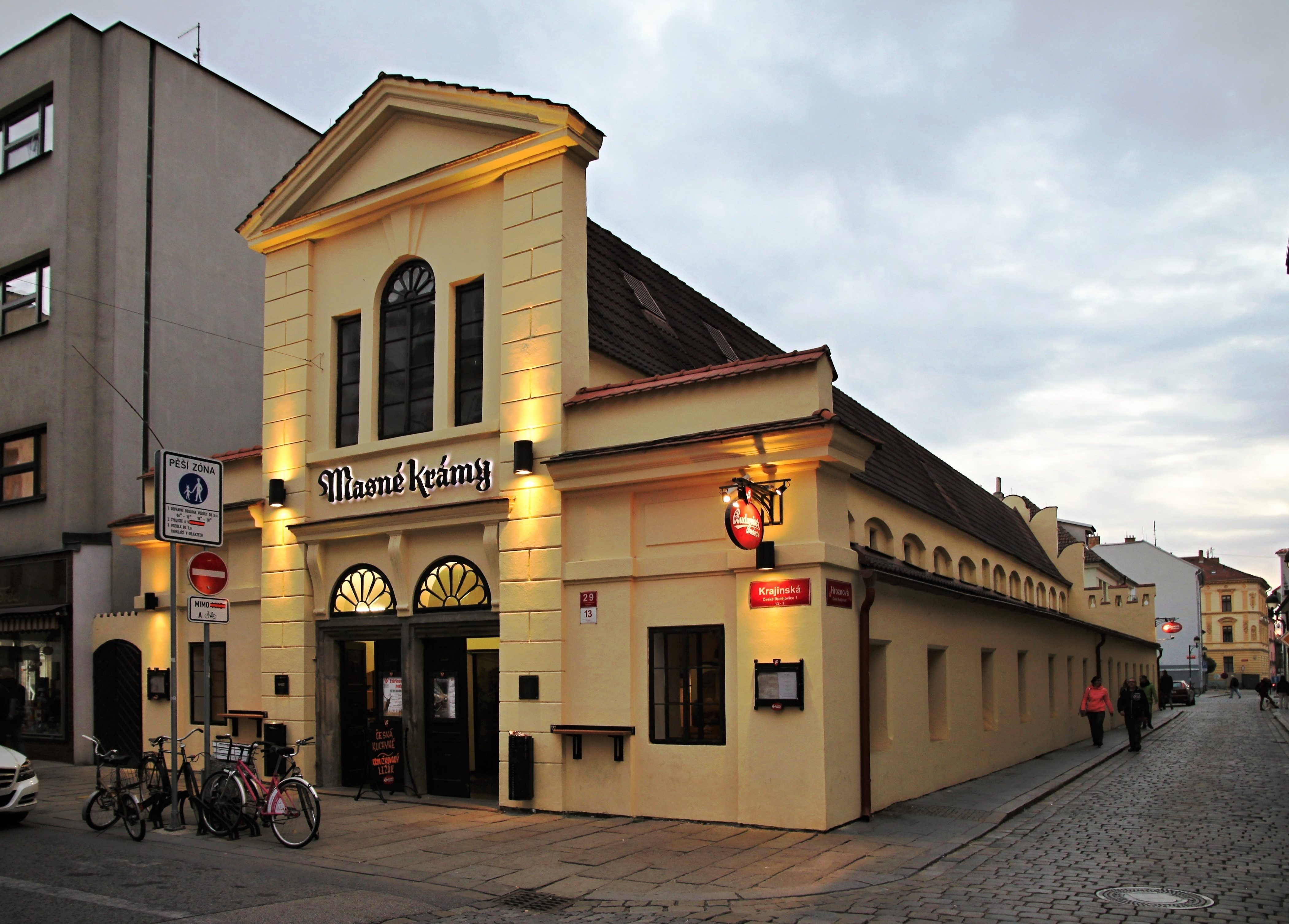
Masné krámy
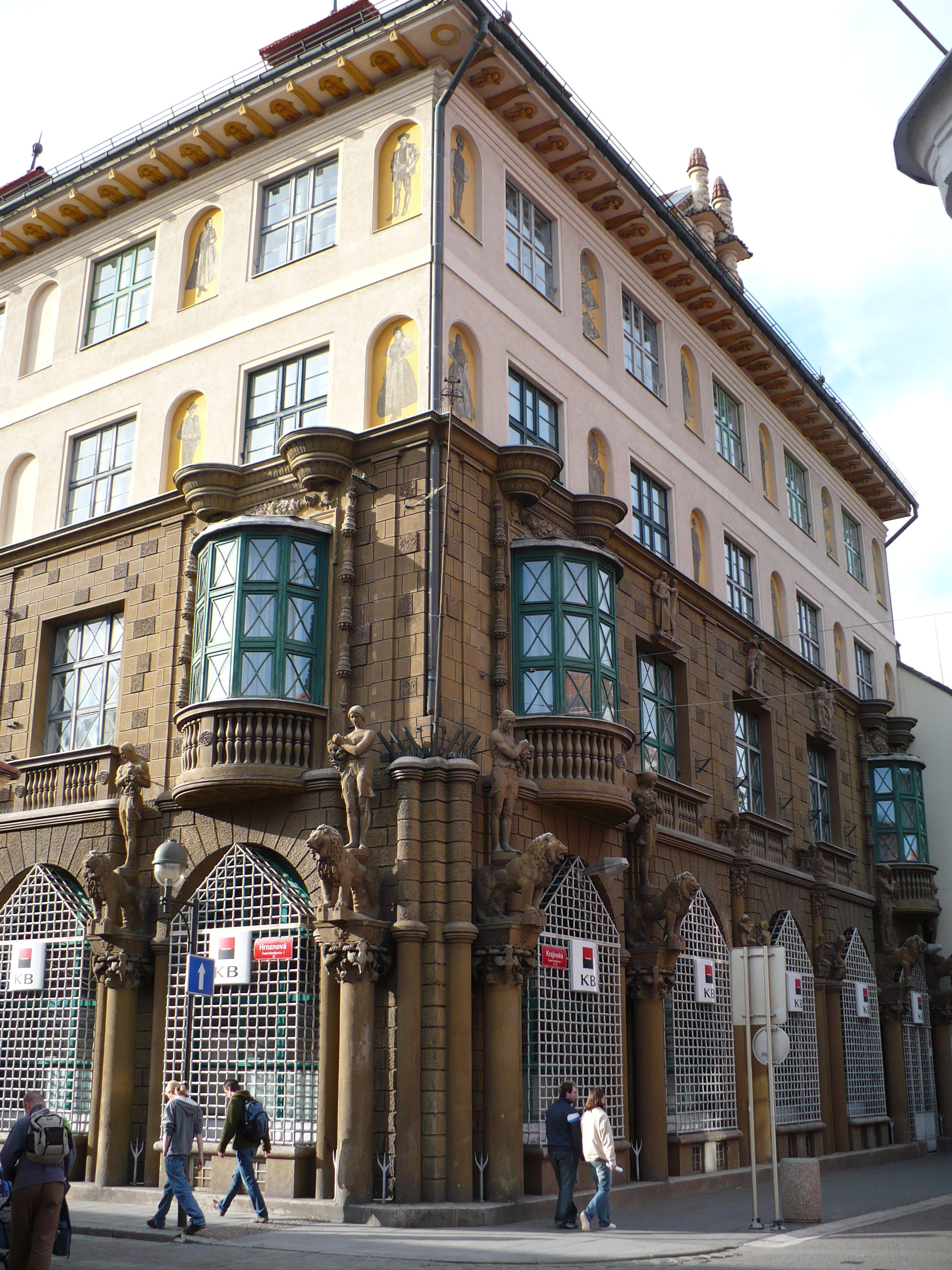
Budova Komerční banky
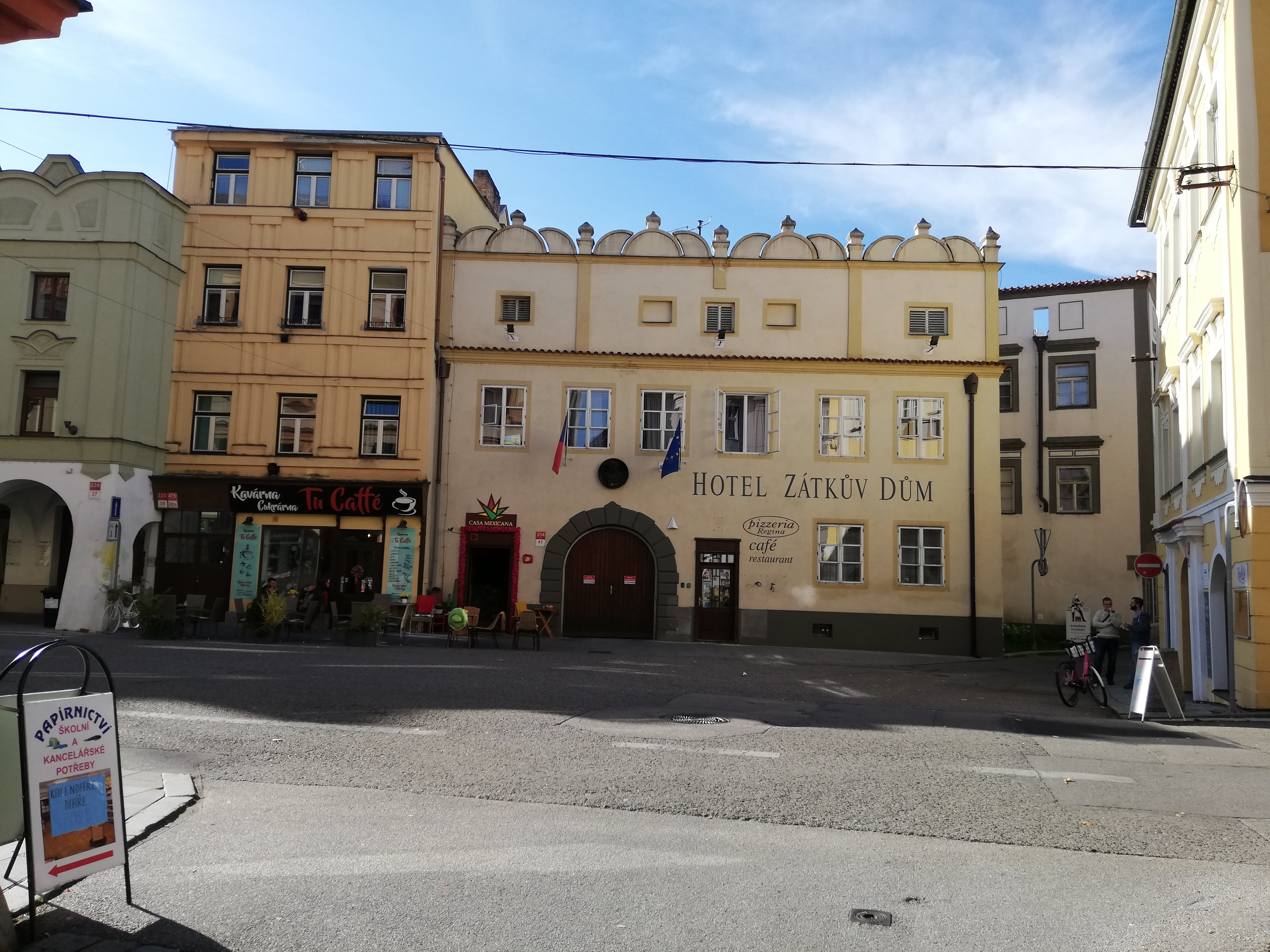
Zátkův dům
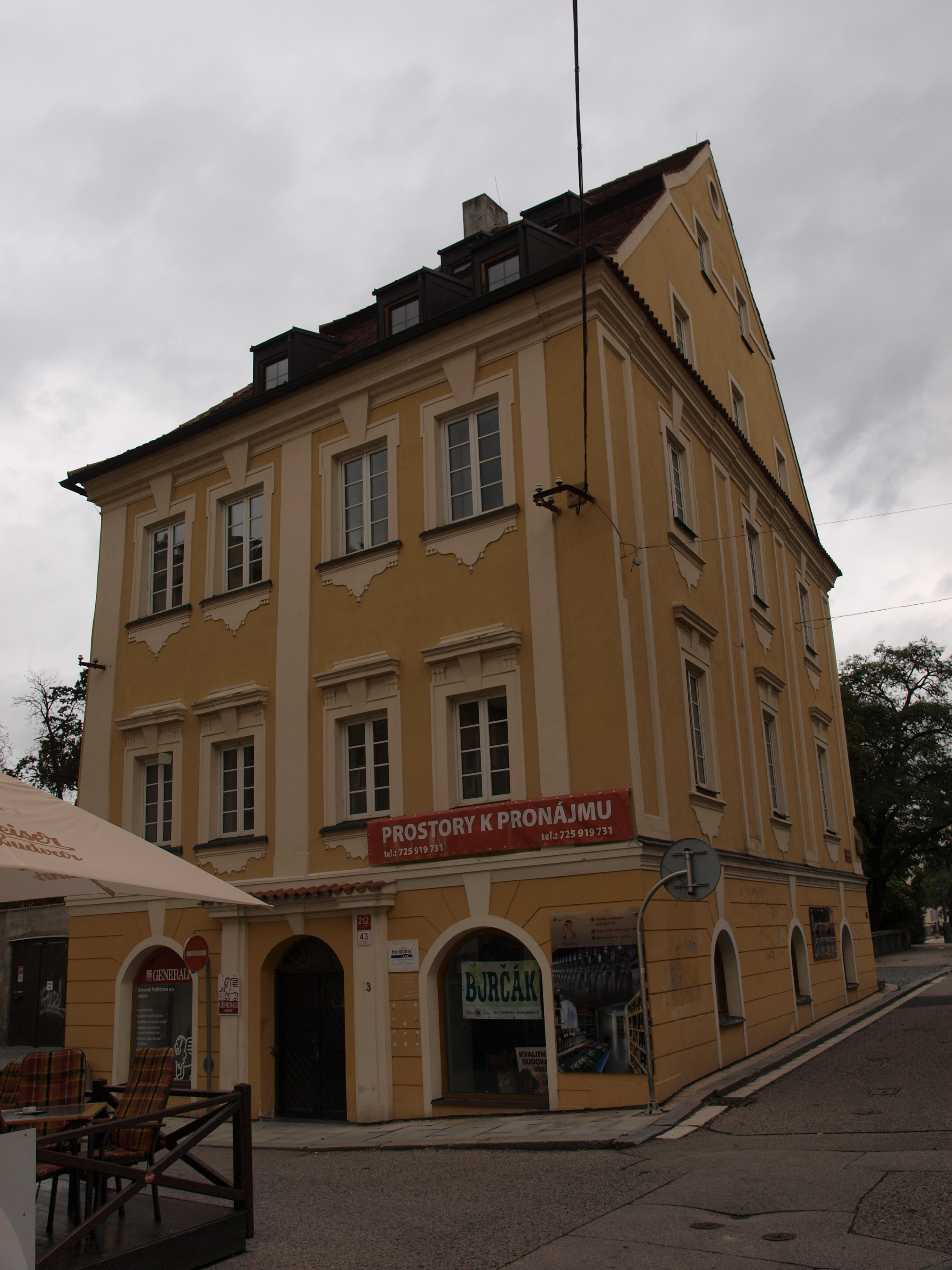
Taxbergův dům
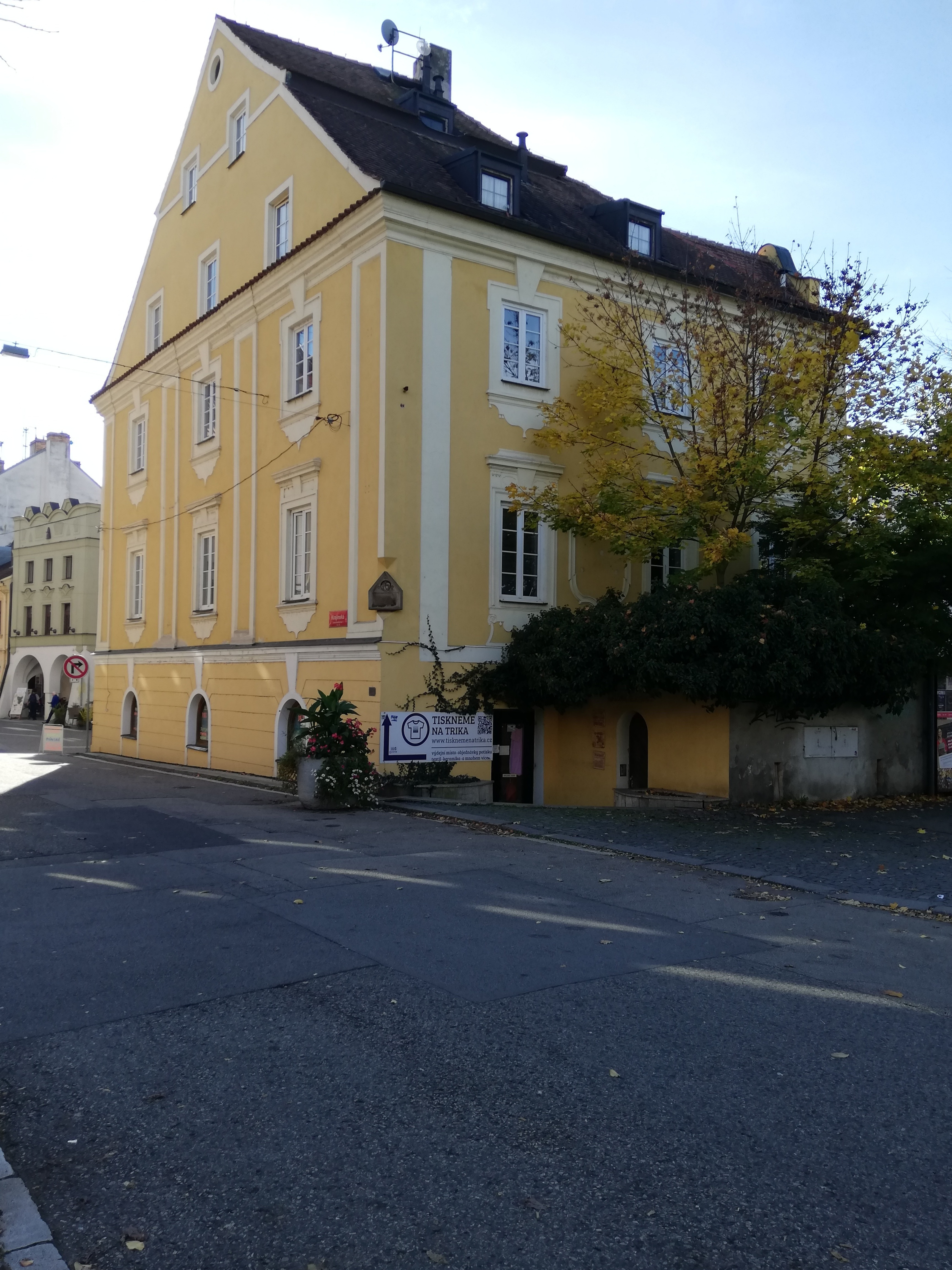
Taxbergův dům (pohled ze severní strany)